# Isotoon (kernfysica)
In de kernfysica zijn isotonen nucliden met een gelijk aantal neutronen. Voorbeelden van isotonen zijn boor-12 (12B) en koolstof-13 (13C), omdat hun kernen elk 7 neutronen bevatten. Ook de nucliden in de reeks zwavel-36, chloor-37, argon-38, kalium-39 en calcium-40 zijn isotonen (met elk 20 neutronen in hun kern).
Neutronengetallen waarvoor geen stabiele isotonen bestaan zijn 19, 21, 35, 39, 45, 61, 71, 84, 89, 97, mogelijk 109, 115, 123 en 127 of meer.
De term is afgeleid uit het Grieks: isos betekent gelijk. Het tweede deel van de naam werd echter niet uit het Grieks afgeleid. Daartoe werd in de term isotoop de letter p vervangen door een n (verwijzing naar neutron).